# Centrifuge Accommodations Module
Centrifuge Accommodations Module (CAM) je zrušený modul Mezinárodní vesmírné stanice (ISS). Modul postavila japonská agentura JAXA, ale vlastní jej NASA. CAM měl být připojen na ISS k modulu Harmony. Tento modul byl zrušen v roce 2005 spolu s Habitation Module a X-38 a je nyní vystaven v Tsukuba Space Center v Japonsku.

## Historie projektu
Původně se plánovalo, že se modul kompletně vyprojektuje a vyrobí v USA. V roce 1998 došlo k uzavření smlouvy mezi NASA a japonskou vesmírnou agenturou NASDA (předchůdce agentury JAXA), ve které se japonská strana zavázala vyvinout a vyrobit celý modul pro americkou stranu. Za to měla NASA zajistit dopravu japonské laboratoře Kibó k Mezinárodní vesmírné stanici pomocí raketoplánů.
V roce 2005 kvůli překročenému rozpočtu a kvůli problémům s lety raketoplánů po havárii raketoplánu Columbia byla výstavba ISS přehodnocena a připojení modulu CAM k ISS bylo zrušeno.
Americký prezident Barack Obama při svém návrhu rozpočtu v roce 2010 počítá pro fiskální rok 2011 s financemi pro rozšíření Mezinárodní vesmírné stanice včetně vybudování nového modulu s centrifugou.

## Popis modulu

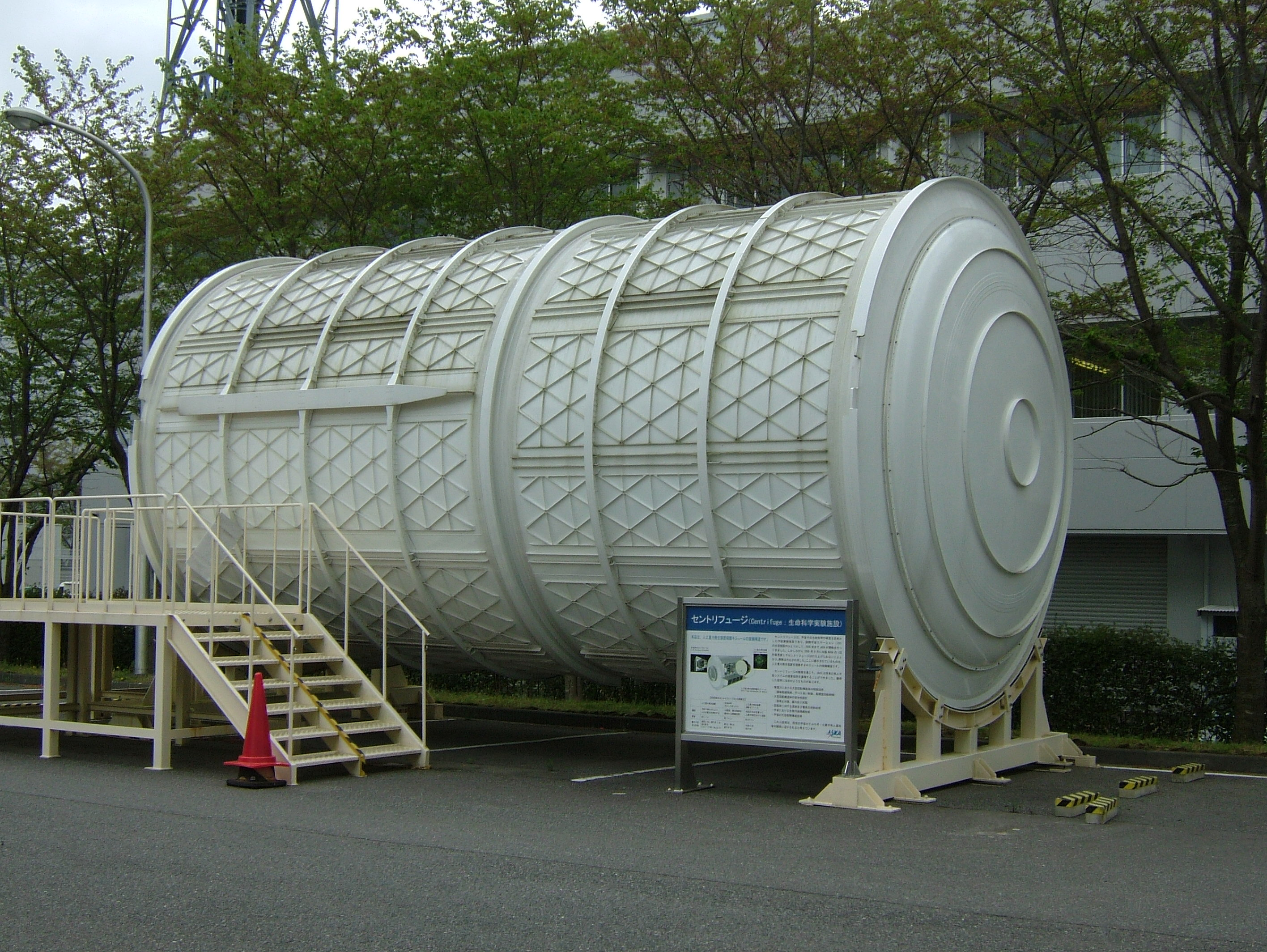
Modul CAM umístěný před muzeem ve městě Cukuba

Modul ve tvaru válce má délku 8,9 m a průměr 4,4 m, hmotnost při startu měla být 10 tun. V modulu CAM mělo být umístěno 14 skříňových modulů, z čehož 4 byly určeny pro vybavení na experimenty a 10 jako skladové prostory. V zadní části CAM měl být umístěn rotor centrifugy o průměru 2,5 m. Zařízení mělo být schopno vytvořit umělou gravitaci v rozmezí 0,001 g až 2 g.